# Weedingia
Weedingia is een geslacht van keverslakken uit de familie van de Hemiarthridae.

## Soorten
- Weedingia alborosea Kaas, 1988
- Weedingia exigua (Sowerby in Broderip & Sowerby, 1832)
- Weedingia mooreana Kaas, 1988